# کامیل کابرال
کامیل کابرال (به انگلیسی: Camille Cabral) (زاده ۳۱ مارس ۱۹۴۴) سیاستمدار و پزشک پوست فرانسوی-برزیلی است.
او یک زن ترنس است.